# 루마니아의 교육
본 문서는 루마니아의 교육에 관한 문서이다.
루마니아인은 인종적으로는 복잡한 혼합민족인데, 그 국어는 라틴계이며, 라틴문화의 후계자로서의 의식이 강하다. 또한, 전후에는 소련의 영향을 강하게 받았다.  1952년의 헌법은, 제24조에서 루마니아 시민은 교육을 받을 권리를 갖는 일, 그리고 그 권리는 보통·무상·의무제의 교육, 중·고등 단계의 교육에 있어서의 장학금, 노동자에 대한 무료 직업교육이 보장되어야 하는 일, 교육은 모든 단계에 걸쳐 나라의 책임임을 명기하였다. 제2차 세계대전 전까지는 유럽에서도 문맹률이 높은 나라 중의 하나였으나, 1945년-1955년의 문맹퇴치 운동에 의해 문맹은 거의 퇴치되었다. 의무교육은 7세에서 시작하여 10년간이며, 10년의 의무교육에서 8년을 마치면 각각 전문화된 4년제의 고등학교로 진학하는 코스가 있고, 그 위에 대학이 있다.